# Безименський Олександр Ілліч
Олекса́ндр Іллі́ч Безиме́нський (*6 (18) січня 1898, Житомир — 26 червня 1973) — російський поет.
Член КПРС з 1916.

## Життєпис
Народився у Житомирі. Закінчив Київський комерційний інститут.
Почав друкуватись 1918 року. Широко відомі твори 20-х рр., присвячені комсомолу («Молода гвардія», «Партквиток», поема «Комсомолія»). Працював у складі бригад «Правди» на Дніпробуді, написав відому поему «Трагедійна ніч» (1931). Виступає як сатирик (п'єса «Постріл», 1930; зб. «Гнівні рядки», 1949; «Книга сатири», 1956). Вірші періоду Великої Вітчизн. війни об'єднав у збірці «Фронтовий зошит» (1946), серед них поезії, присвячені Україні («Ненько-Україно», «Атака», «Севастополь»).

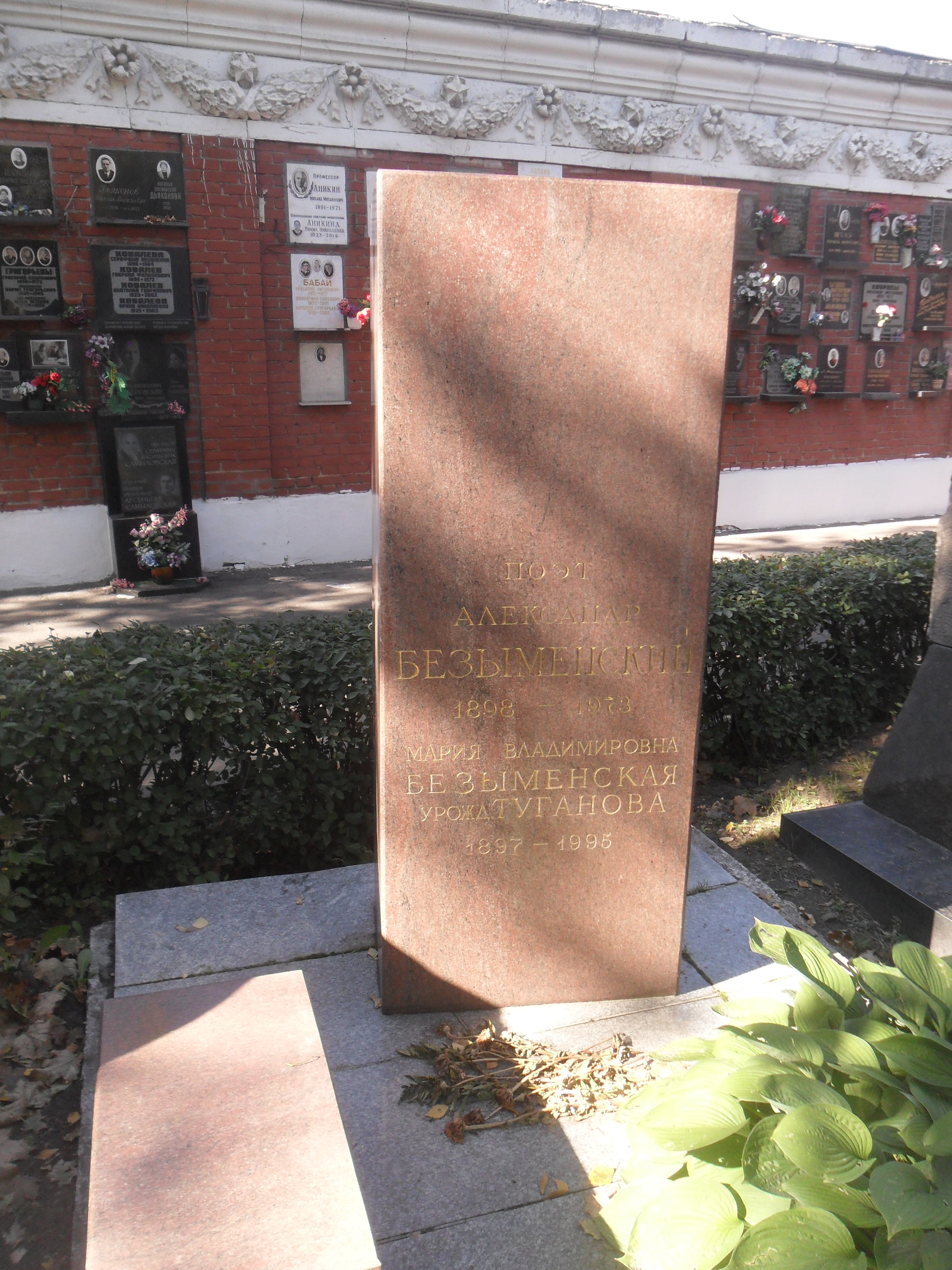
Могила Безіменського у Москві

Йому належать переклади поезій Тараса Шевченка «Світе ясний! Світе тихий!», «Подражанія Ієзекіїлю», «Не гріє сонце на чужині», «Н. Т.» («Великомучинице, кумо!»), вірш «Повстали ми і волю окропили» (1939) і стаття про Тараса Шевченка «Любов і ненависть» (1939).

## Твори
- Стихи. М., 1957;

### Українські переклади
- Постріл. X., 1930;
- Покоління соціалізму. X — К., 1933;
- Трагедійна ніч. X., 1932;
- Зустрічі комсомольців з В. І. Леніном. К., 1956.